# Bill White
Bill White, William Earl White (Toronto, Ontario, 1939. augusztus 26. – Toronto, Ontario, 2017. május 21.) kanadai jégkorongozó, edző.

## Pályafutása
1956-ban kezdte a jégkorongozást. 1959-től szerepelt az AHL-ben. 1967-ben mutatkozott be az NHL-ben a Los Angeles Kings csapatában, ahol három idényen át játszott. 1969 és 1976 között a Chicago Black Hawks védőjátékosa volt. 1972-ben hét alkalommal szerepelt a kanadai válogatottban. 1976-ban a rájátszásban nyaksérülést szenvedett, ami miatt kénytelen volt visszavonulni. 1976-77-ben a Chicago Black Hawks vezetőedzője volt.